# Sölden (Ausztria)
Sölden település Ausztria tartományának, Tirolnak a Imsti járásában található. Területe 466,9 km², lakosainak száma 3 302 fő, népsűrűsége pedig 7,1 fő/km² (2014. január 1-jén). A település 1368 méteres tengerszint feletti magasságban helyezkedik el.

## Fordítás
- Ez a szócikk részben vagy egészben  a   Sölden című angol Wikipédia-szócikk ezen változatának fordításán alapul.  Az eredeti cikk szerkesztőit annak laptörténete sorolja fel. Ez a jelzés csupán a megfogalmazás eredetét és a szerzői jogokat jelzi, nem szolgál a cikkben szereplő információk forrásmegjelöléseként.